# Kocēnu novads
Kocēnu novads was tussen 2009 en medio 2021 een gemeente in Vidzeme in het midden van Letland. De hoofdplaats was Kocēni.
De gemeente ontstond in 2009 bij een herindeling uit de samenvoeging van de landelijke gemeenten Kocēni, Bērzaine, Dikļi, Vaidava en Zilākalns. Aanvankelijk heette de gemeente Valmieras novads; op 28 januari 2010 werd het Kocēnu novads.
In juli 2021 ging Kocēnu novads, samen met de "republieksstad" Valmiera en de gemeenten Beverīnas novads, Burtnieku novads, Mazsalacas novads, Naukšēnu novads, Rūjienas novads en Strenču novads, op in de nieuwe gemeente Valmieras novads.
Steden van de Republiek (republikas pilsētas):

Daugavpils · Jēkabpils · Jelgava · Jūrmala · Liepāja · Rēzekne · Riga · Valmiera · Ventspils

Gemeenten (novadi):

Aglona · Aizkraukle · Aizpute · Aknīste · Aloja · Alsunga · Alūksne · Amata · Ape · Auce · Ādaži · Babīte · Baldone · Baltinava · Balvi · Bauska · Beverīna · Brocēni · Burtnieki · Carnikava · Cēsis · Cesvaine · Cibla · Dagda · Daugavpils · Dobele · Dundaga · Durbe · Engure · Ērgļi · Garkalne · Grobiņa · Gulbene · Iecava · Ikšķile · Inčukalns · Ilūkste · Jaunjelgava · Jaunpiebalga · Jaunpils · Jēkabpils · Jelgava · Kandava · Kārsava · Kocēni · Koknese · Krāslava · Krimulda · Krustpils · Kuldīga · Ķegums · Ķekava · Lielvārde · Līgatne · Limbaži · Līvāni · Lubāna · Ludza · Madona · Mālpils · Mārupe · Mazsalaca · Mērsrags · Naukšēnu · Nereta · Nīca · Ogre · Olaine · Ozolnieki · Pārgauja · Pāvilosta · Pļaviņas · Preiļi · Priekule · Priekuļi · Rauna · Rēzekne · Riebiņi · Roja · Ropaži · Rucava · Rugāji · Rundāle · Rūjiena · Salacgrīva · Sala · Salaspils · Saldus · Saulkrasti · Sēja · Sigulda · Skrīveri · Skrunda · Smiltene · Stopiņi · Strenči · Talsi · Tērvete · Tukums · Vaiņode · Valka · Varakļāni · Vārkava · Vecpiebalga · Vecumnieki · Ventspils · Viesīte · Viļaka · Viļāni · Zilupe